# Chreomisis rufula
Chreomisis rufula là một loài bọ cánh cứng trong họ Cerambycidae.